# Karl Trainer
Karl Georg Ludwig Trainer (* 21. Oktober 1816 in Nieder-Wildungen; † 10. Januar 1849 in Twiste) war ein deutscher Pfarrer und Politiker.
Trainer war der Sohn des Arztes Dr. med. Wilhelm Adolf Bartholomäus Trainer (1767–1830) und dessen Ehefrau Henriette Katharine Florentine, geborene Brumhard (1799–1833). Er heiratete am 17. November 1843 in Mengeringhausen Johanne Friederike Wilhelmine Karoline Schmidt (1821–1900). Trainer war um 1842 Konrektor in Mengeringhausen und 1843 bis 1849 Pfarrer in Twiste.
Nach der Märzrevolution war er 1848 bis 1849 Abgeordneter im Landtag des Fürstentums Waldeck-Pyrmont. Er wurde im III. ländlichen Wahlkreis gewählt.